# La Hache des steppes
La Hache des steppes est un récit écrit par Jean Raspail, publié en 1974.

## Résumé
La Hache des steppes, pierre noire transmise par le père de l'auteur, réveille en lui le souvenir d'hommes et peuples perdus, de minorités oubliées et de rescapés de temps révolus. Jean Raspail évoque en particulier les Aïnous blancs du Japon, les Ghiliaks de Sakhaline, les catholiques des catacombes du Kyūshū ainsi que les Urus, demi-dieux des Andes, les Wisigoths du Languedoc, les Caraïbes, les Taïnos et Lucayens des Antilles, les Guanaquis, les descendants de hussards de Napoléon réfugiés dans la grande forêt Russe et les Huns survivants des champs Catalauniques.

## Chapitres
1. Le Fil cassé
2. La Hache des Guanaquis
3. Phallus jumeaux caraïbes
4. Gulliver et les géantes
5. Un roi récipiendaire
6. Qui se souvient du grand Caïman ?
7. Rose, de la Grande Vigie
8. Des hurlements sur la montagne
9. Anna des Lucayes
10. Joseph 1843
11. Athaulf le Wisigoth
12. Les Fils d'Attila, code postal 10100
13. Le Cavalier Moundzouk
14. Rencontre avec Anton Tchékhov par Aïno interposé
15. Prière de bout de l'an à l’hôtel George-V pour un vieux chef aïno
16. Les Hussards de Katlinka
17. La Dynastie picarde
18. Le Crépuscule des demi-dieux
19. Manuel Inta
20. L'Arche du déluge

## Éditions
- Jean Raspail, La hache des steppes, Paris, Via Romana, 2016, 254 p. (ISBN 978-2-37271-030-5).